# Volga GAZ Siber
Volga GAZ Siber a fost un vehicul produs de GAZ în perioada 2008-2011, aproximativ 9.000 de unități au fost vândute în întreaga lume și a fost ultimul vehicul de pasageri produs de GAZ din cauza vânzărilor reduse, activele autoturismelor companiei au fost vândute către Lada și vehiculul a fost în cele din urmă înlocuit de Lada Vesta. Vehiculul a înlocuit GAZ-31105 și a fost comercializat ca o versiune actualizată a mărcii Volga, deoarece avea un design complet nou în comparație cu vehiculele anterioare. În primele câteva luni de la lansare, aproximativ 105 unități au fost vândute în întreaga lume, în 2011 toate vehiculele de pasageri ale companiei au fost întrerupte și majoritatea activelor lor au fost vândute către Lada. În prezent, singurul vehicul de pasageri comercializat de GAZ este Ford Taurus, deoarece Ford a dorit să-și comercializeze propriile mașini în Rusia și în Europa de Est.

## Legături externe

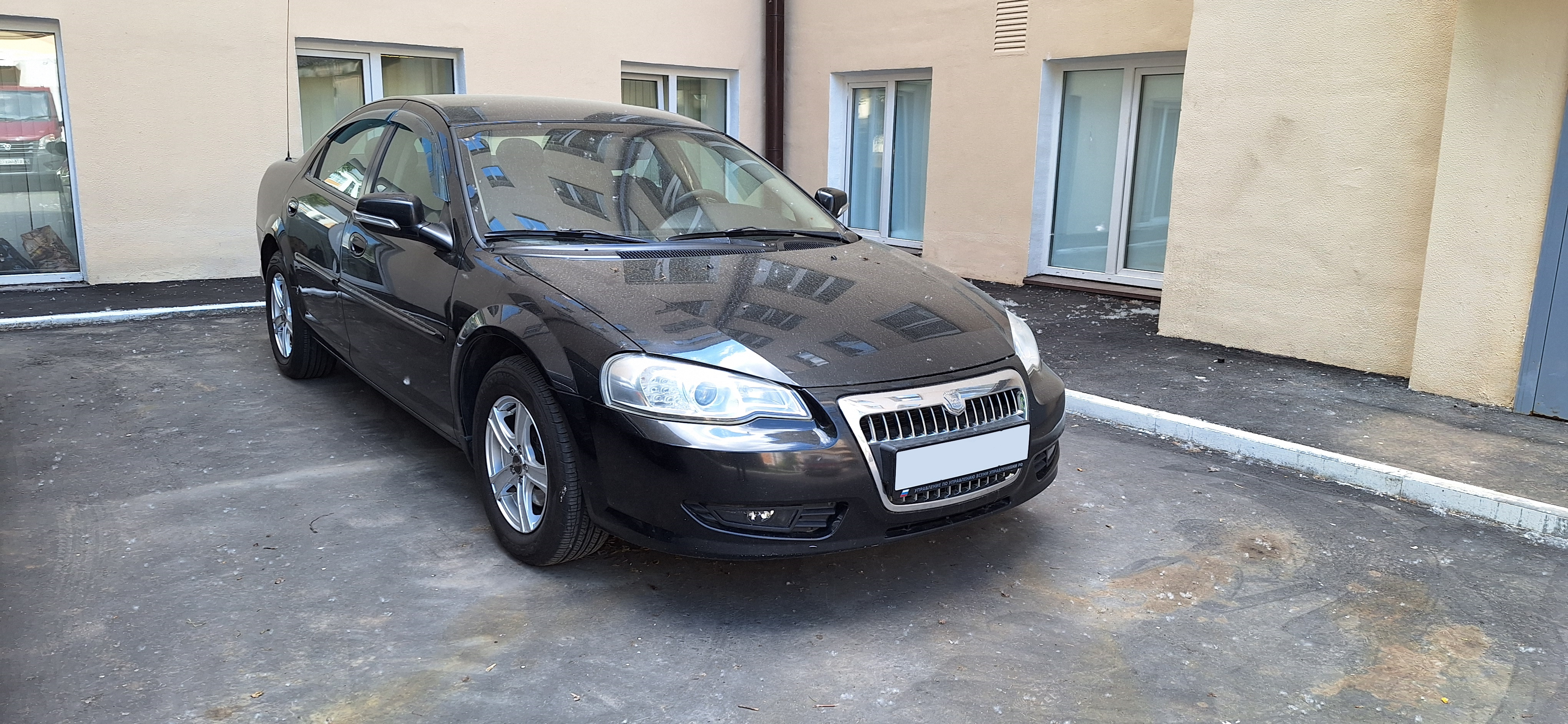